# Truus Looijs

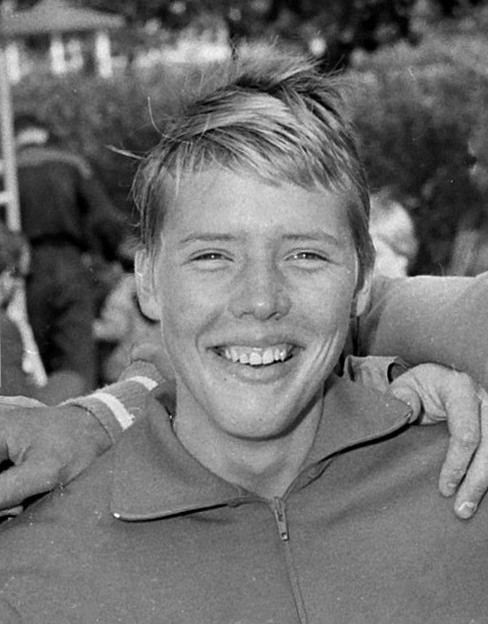
Truus Looijs in 1965

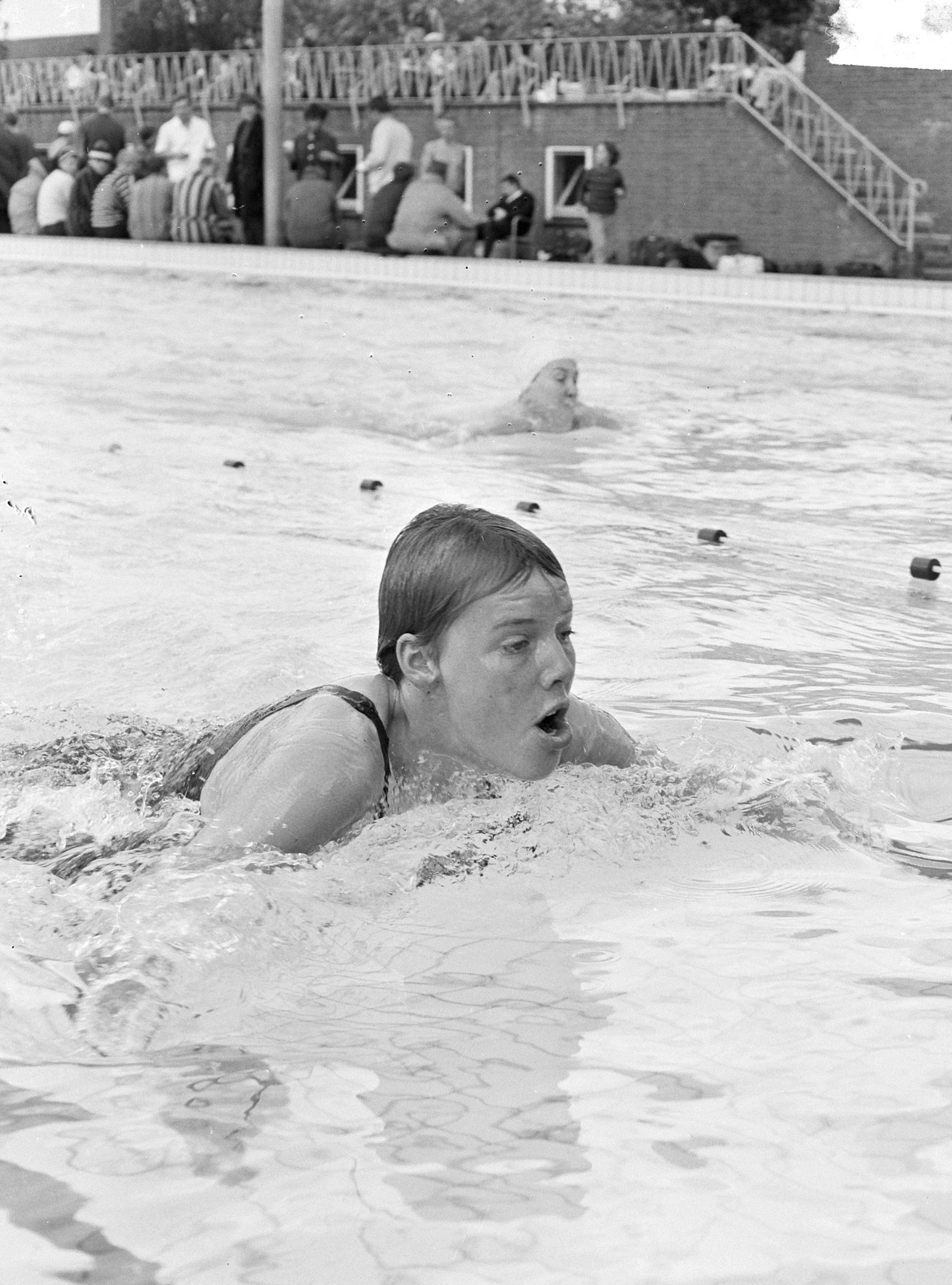
Truus Looijs in 1965

Geertruida (Truus) Looijs (Wageningen, 27 juni 1946) is een voormalig  topzwemster op de schoolslag, die namens Nederland eenmaal deelnam aan de Olympische Spelen: Tokio 1964.
Looijs, lid van zwemvereniging WZ&PC De Rijn uit haar geboorteplaats Wageningen, wist in Japan geen hoge ogen te gooien bij haar eerste en enige olympische optreden. Op de 200 meter schoolslag eindigde ze als twaalfde in 2.54,9. Met die tijd werd Looijs uitgeschakeld in de series.